# タダス・エリョシュス
タダス・エリョシュス（Tadas Eliošius, 1990年3月1日 - ）は、リトアニアのサッカー選手。タウラゲ郡タウラゲ出身。ポジションはミッドフィールダー。

## 所属クラブ
- FCヴィリニュス 2007-2008
- FKヴェトラ 2008
- FKクルオヤ・パクルオイス 2009-2010
- FKスードゥヴァ・マリヤンポレ 2011-2012
- FKアトランタス 2013-2014
- FKシャウレイ 2015
- FKクルオヤ・パクルオイス 2015
- FKヨナヴァ 2015-2018
- FKネヴェージス・ケダイネイ 2018
- FKパネヴェジース 2019
- FKパランガ 2019
- FKヨナヴァ 2020-